# Rudolf Deyl starší

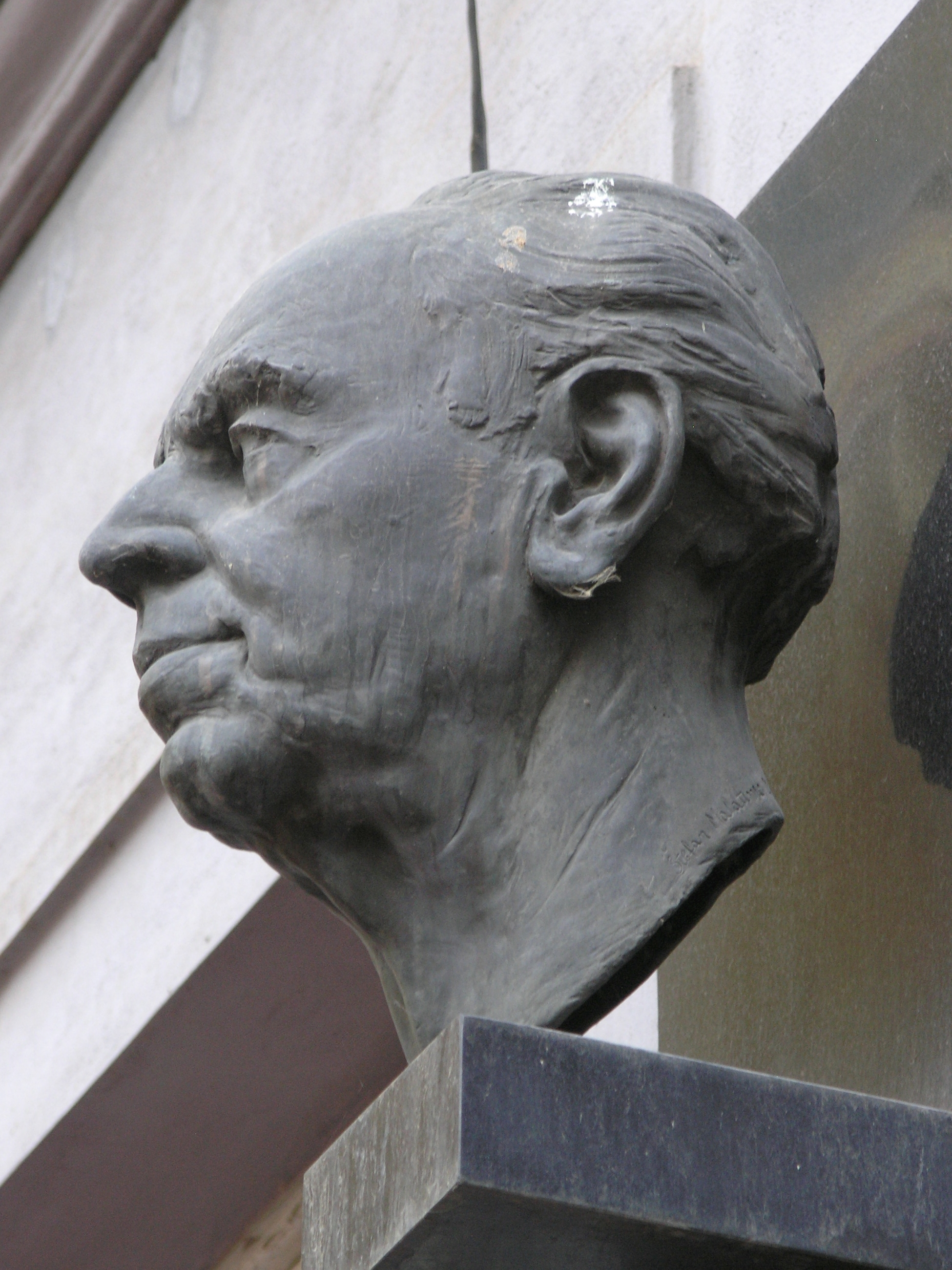
Busta Rudolfa Deyla v Praze, Anenské ulici

Rudolf Deyl starší, křtěný Rudolf Jan, původní příjmení Dejl (6. dubna 1876 Praha-Staré Město – 16. dubna 1972 Praha), byl český herec, dramatik, autor memoárové literatury, divadelní pedagog, manžel herečky Otylie Spurné, otec českého herce Rudolfa Deyla mladšího a herečky Evy Deylové.

## Život
Pocházel z rodiny pražského podnikatele Václava Deyla (* 1842) a jeho první manželky Kateřiny, rozené Jakoubkové (1845–1876). Otec byl vyučený jirchář a své řemeslo postupně rozšiřoval přes výrobu rukavic, až vlastnil kožedělnou továrnu. Václav Deyl měl s první manželkou syny Františka (1874–1874), Emiliana (1868), Miroslava (1869) a Rudolfa a dcery Marii (1870–1871), Annu (1871). S druhou manželkou Annou Sojkovou, dceru Marii provd. Kafkovou (1880)
Své první herecké zkušenosti získal u tehdejších kočovných hereckých společností. Od roku 1895 hrál u O. Červíčka, následně u V. Suka a P. Švandy. Od roku 1897 studoval herectví ve Vídni na Ottově herecké akademii. Po absolutoriu školy působil krátce do roku 1902 v Zemském divadle v Lublani a současně hostoval v Královském zemském divadle v Záhřebu. V letech 1902 až 1905 přesídlil do Plzně, kde pod vedením Vendelína Budila získal další herecké zkušenosti. Odtud pak přešel do pražského Národního divadla, kde setrval až do roku 1942, kdy odešel do důchodu, avšak v ND i nadále hostoval.
V letech 1928 až 1935 byl profesorem na dramatickém oddělení pražské konzervatoře. V období 1922 až 1934 stál v čele Ústřední jednoty českého herectva jako její předseda.

Byl také literárně činný, vedle románu z divadelního prostředí Kruhy na vodě (1940) napsal několik divadelních her (Hledali tatínka, 1894; Po bouři, 1896; Odříkaného chleba největší kus, 1942; Domečky z karet, 1948) a memoárové knihy Jak jsem je znal (1937), Sláva – tráva (1938), Milován a nenáviděn (monografie o V. Budilovi, 1941), Humor plátěného světa (1942), Opona spadla (1946), Divadelní všehochuť (1948), Vojan zblízka (monografie, 1953), biografii svého přítele z mládí Písničkář Karel Hašler (monografie, 1968), O čem vím já (monografie o J. Kvapilovi, 1971). Publikoval v deníku Lidové noviny (1929–1938) a měsíčníku Panorama (1929–1930), posmrtně (1973) vyšla jeho próza pro mládež Kluk z Františku.
Svého syna herce Rudolfa Deyla mladšího přežil o pět let a zemřel ve vysokém věku 96 let. Byl znám jako velký příznivec a obdivovatel dostihového sportu a stal se pravidelným návštěvníkem pražského dostihového závodiště ve Velké Chuchli. Na jeho památku byl první z jarních dostihů v Chuchli nazván Memoriál Rudolfa Deyla .
Od dcery Evy Deylové-Skálové (1910-1987), měl vnuka Marcela Deyla (1935), a od něho pak pravnuka Daniela Deyla (1965). Od syna, měl vnučku Libuši Deylovou provd. Boháčkovou.
Je po něm pojmenována ulice v Praze.

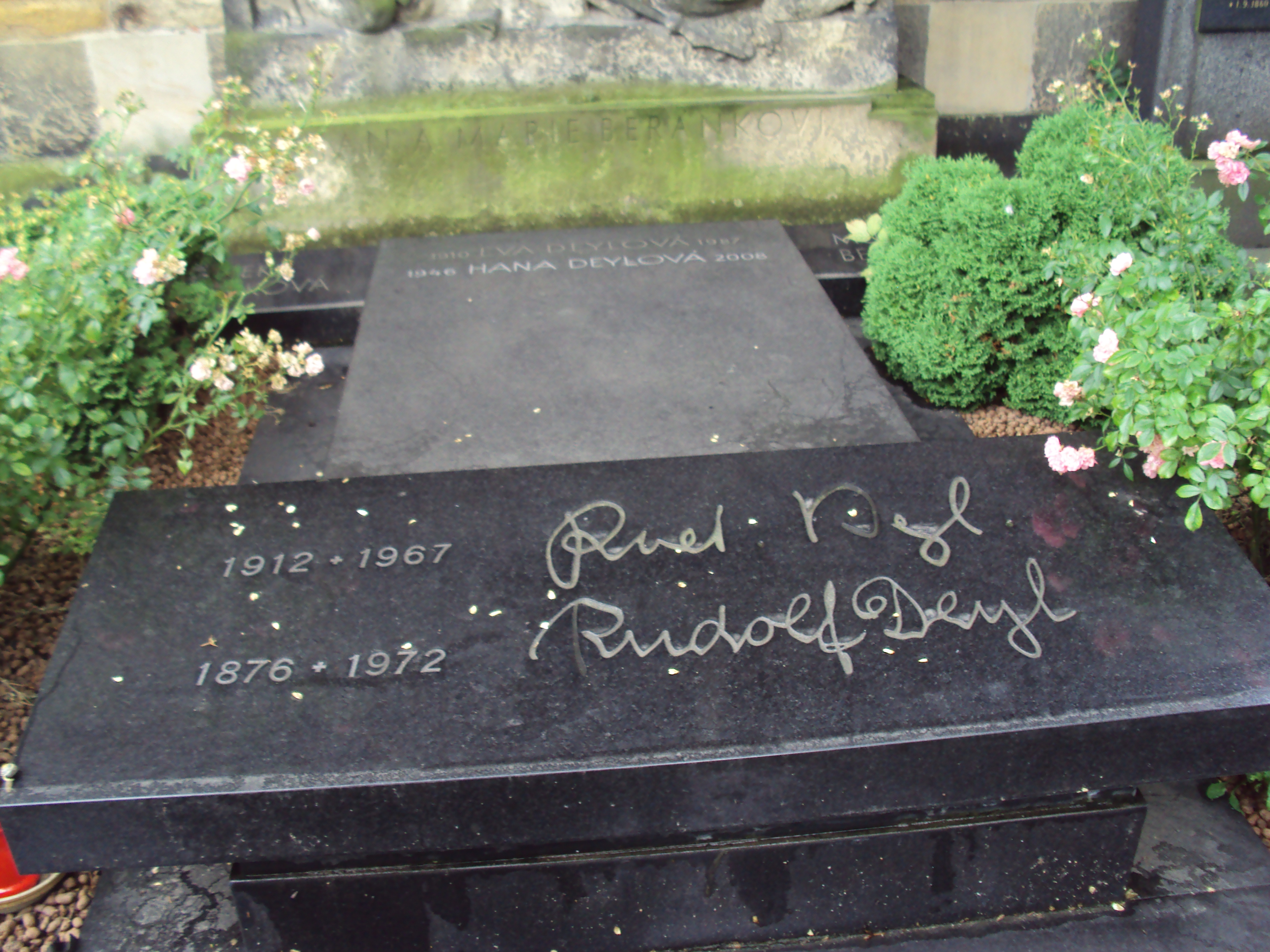
Hrob na Vyšehradském hřbitově

## Ocenění
- 1928 Státní cena
- 1939 Národní cena
- 1953 Řád práce
- 1968 titul národní umělec

## Televize
- 1966 Sedm koní a vavříny (TV film) – role: návštěvník dostihů otec